# Santa Maria in Cannapara
Santa Maria in Cannapara, även benämnd Santa Maria in Cannaparia, var en kyrkobyggnad i Rom, helgad åt Jungfru Maria. Kyrkan var belägen på Forum Romanum i Rione Campitelli.

## Kyrkans historia
Denna kyrka uppfördes i västra delen av Basilica Iulia på Forum Romanum på 500- eller 600-talet. Den tyske arkeologen Christian Hülsen anser, att kyrkan är identisk med Santa Maria delle Grazie al Foro Romano, men om detta råder det inte samstämmighet. Den italienske arkeologen Carlo Cecchelli motsätter sig inte Hülsens teori, men hävdar att ruinerna av Basilica Iulia kan innehålla rester av ett äldre oratorium. Tillnamnet ”Cannapara” har tidigare ansetts komma av canapi, ”rep”, men Cecchelli vederlägger detta och hävdar att tillnamnet kommer av canaba eller canova, ”livsmedelsförråd”, vilka existerade i området.
Kyrkan förekommer i Catalogo di Cencio Camerario, en förteckning över Roms kyrkor sammanställd av Cencio Savelli år 1192 och bär där namnet sce. Marie Canaparie samt i Il catalogo Parigino (cirka 1230) som s. Maria de Canapera och i Il catalogo di Torino (cirka 1320) som Ecclesia sancte Marie in Cannapara.
År 1850 företog den italienske arkeologen Luigi Canina genomgripande undersökningar och utgrävningar av Basilica Iulia. År 1871 lät Soprintendenza per gli Scavi e la Conservazione dei Monumenti della provincia di Roma helt rensa basilikan. Vid detta tillfälle påträffades resterna av Santa Maria in Cannapara. Flera av dess väggar hade kristna fresker från 500-talet. Bland fynden fanns därutöver reliefer med kors, små alabasterkolonner med entablementfragment, små kapitäl, pelare av porfyr, cipollino och verde antico samt ett alabasterbord smyckat med ett lejonhuvud.

## Bilder

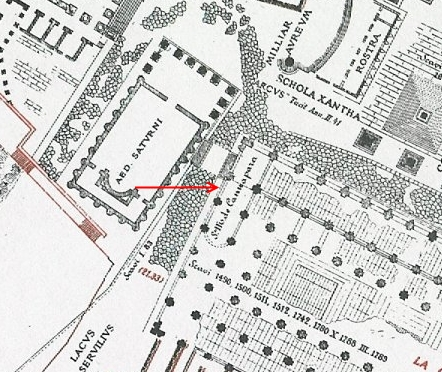
Santa Maria in Cannapara (vid den röda pilen) på Rodolfo Lancianis Rom-karta från 1893–1901.
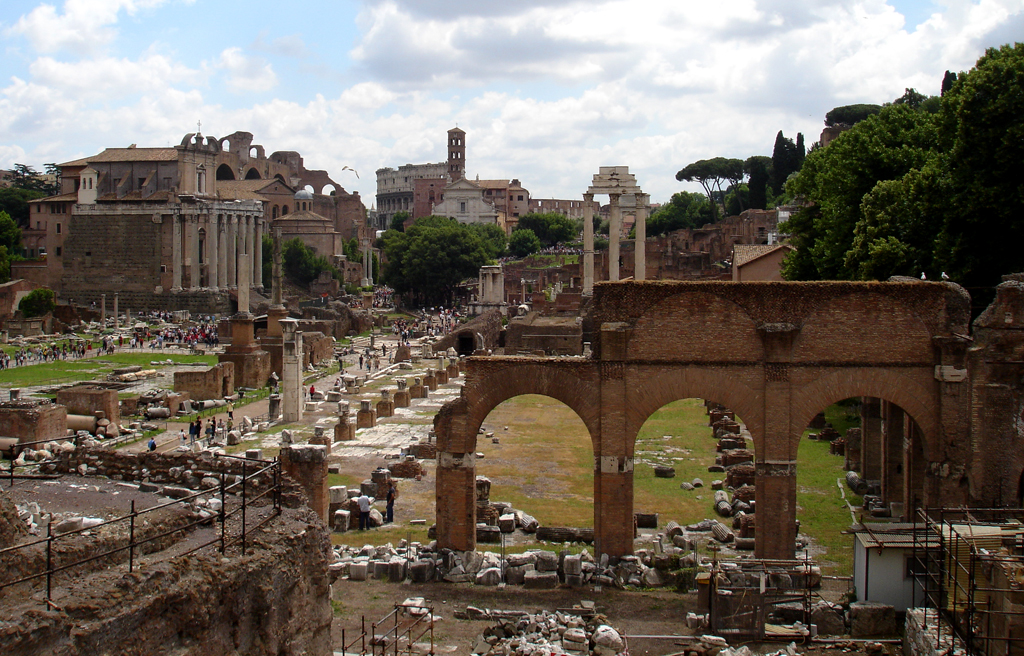
Västra delen av Basilica Iulia, i vilken kyrkan Santa Maria in Cannapara uppfördes under tidig medeltid.